# Plaza de Maipú (estación)
Plaza de Maipú es una estación ferroviaria perteneciente a la red del Metro de Santiago, en la ciudad de Santiago de Chile. Se encuentra bajo la Plaza de Armas de Maipú, en el cruce entre las avenidas 5 de Abril y Pajaritos, en pleno centro cívico de la comuna de Maipú. Corresponde a la estación terminal del extremo surponiente de la Línea 5 del Metro de Santiago y fue inaugurada el 3 de febrero de 2011, se encuentra antecedida por la estación Santiago Bueras de la línea 5.
La estación se encuentra en un estratégico lugar en el centro de la comuna de Maipú, la segunda más populosa del país. Junto a la Plaza se ubica la municipalidad y diversos organismos públicos. En su entorno se ubica también el Templo Votivo de Maipú, a 600 metros al poniente a lo largo de 5 de Abril. Por su ubicación, permite dar conectividad a gran parte de la comuna a través de la red de buses de Transantiago, además de generar un polo de conexión con habitantes de comunas del sector poniente del Gran Santiago como Cerrillos y Padre Hurtado, y de otras localidades cercanas como Peñaflor y Talagante.

## Historia
A fines del año 2005, el presidente Ricardo Lagos anunció la extensión de la Línea 5 del Metro hasta la comuna de Maipú, luego de años de proyectos no realizados. La construcción de la estación comenzó unos meses más tarde, convirtiéndola en la estación más profunda de toda la red, con 22,7 metros de profundidad; dicho récord fue superado por la estación Puente Cal y Canto de la Línea 3, que posee 33 metros de profundidad.
Las obras mayores finalizaron a mediados del año 2010, tras la cual se iniciaron las labores de acondicionamiento de la estación. En conjunto con estas labores, la municipalidad inició en septiembre de ese mismo año las obras para la remodelación de la plaza contigua. El 5 de octubre de 2010 entró el primer tren por las vías de la estación y en diciembre comenzó la marcha blanca del servicio. Finalmente, la estación fue inaugurada por el presidente Sebastián Piñera el 3 de febrero de 2011 en conjunto con las estaciones del tramo entre Plaza de Maipú y Barrancas. La remodelada Plaza Mayor fue inaugurada el 1 de abril del mismo año.

### Tiroteo
A cinco meses de ser inaugurada, la estación Plaza de Maipú fue escenario de uno de los dos únicos actos de violencia con víctimas fatales en la historia del Metro de Santiago (junto con los atentados simultáneos a unos trenes en las estaciones Tobalaba y Los Héroes, ambas de la Línea 1, en 1986). El día 17 de julio de 2011, Israel Huerta Céspedes sacó una pistola desde su abrigo y comenzó a disparar sin motivo aparente a los pasajeros de un vagón que estaba llegando a la estación terminal. Los pasajeros activaron el freno de emergencia y el perpetrador logró salir caminando de la estación y luego subir hacia la Plaza de Armas de Maipú, caminando una cuadra para luego suicidarse.
Huerta no contaba con antecedentes penales. Había nacido en la localidad rural de Las Cabras y llegó en 1980 a vivir a Rinconada de Maipú junto a sus padres y diez hermanos. No tenía trabajo estable y en 1994 fue despedido de su labor como auxiliar de aseo en una comisaría de Policía de Investigaciones de Chile en La Reina por mala conducta. Familiares y amigos cercanos lo describieron como una persona pacífica y amable, pero que había entrado en un fuerte cuadro de depresión luego del fallecimiento de su madre, dos meses antes del atentado.
El tiroteo dejó a varios heridos, tres de gravedad y dos (Fernando Oñate Muñoz y Mario Acevedo Meneses) que luego fallecieron mientras eran atendidos en centros hospitalarios. Tras el atentado, Metro suspendió las operaciones de la Línea 5 entre las estaciones Plaza de Maipú y Las Parcelas para el desarrollo de la investigación.

### Protestas de 2019

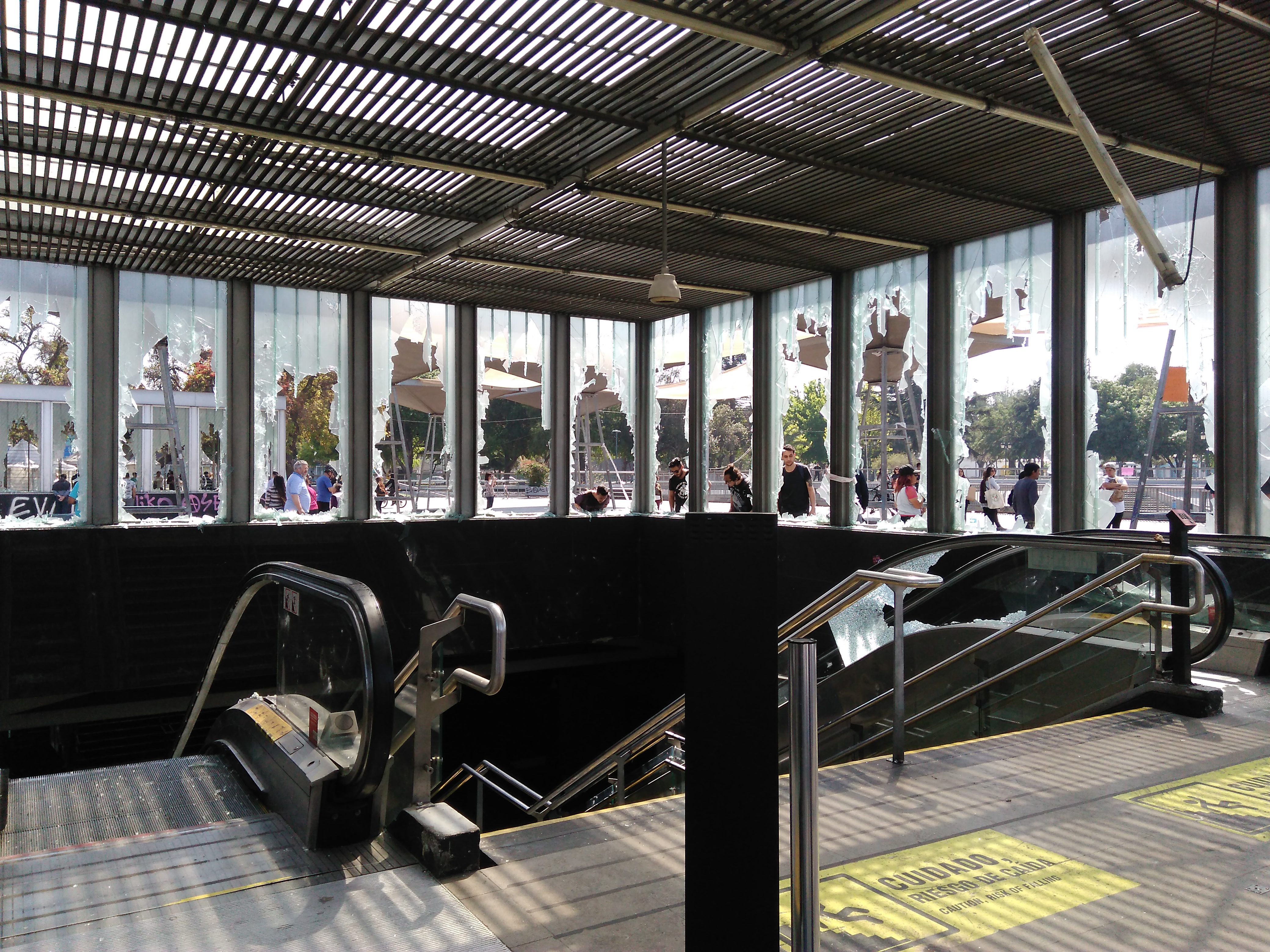
Acceso a la estación, destruida tras las protestas de 2019.

La estación fue destruida durante las protestas en Chile de 2019, luego que en la noche del 18 de octubre una turba ingresara a la estación, produciendo destrozos en sus accesos y el entrepiso. En el mismo contexto, el día 23 de octubre se registró un incendio en la estación, el cual fue controlado por trece vehículos de bomberos. El 28 de julio de 2020 la estación fue reabierta.

### Extensión de la Línea 6
El 1 de junio de 2025, durante su última cuenta pública, el presidente Gabriel Boric anunció la extensión de la Línea 6 desde la estación Lo Errázuriz hasta el sector de Tres Poniente en Maipú, la extensión contempla 6,4 kilómetros con 3 nuevas estaciones. Esta extensión tendría una combinación con la estación Plaza de Maipú. Se espera que la extensión de Línea 6 esté en funcionamiento no antes de 2037.

## Infraestructura

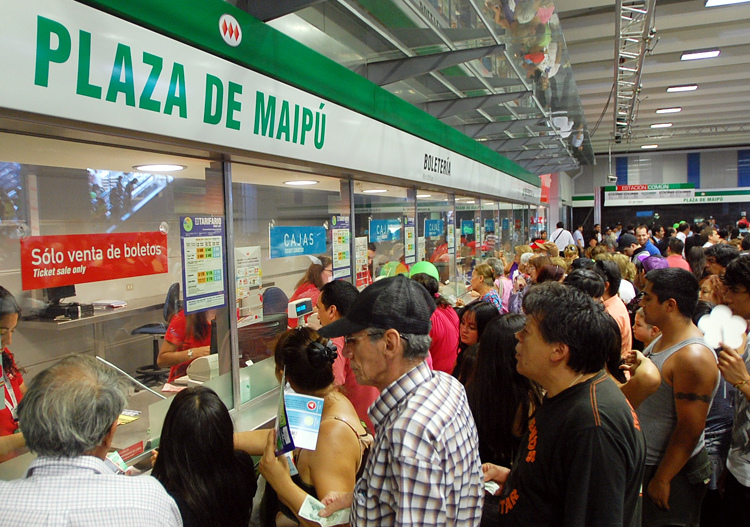
Las boleterías de la estación el día de su inauguración.

El 6 de diciembre de 2011 se inauguró en esta estación una exposición de fotografías históricas relacionadas con Maipú, generadas entre los años 1900 y 1987, año en que el papa Juan Pablo II visitó la comuna. Estos elementos fueron aportados por los propios vecinos al proyecto «Memoria Histórica de Maipú», el cual los recolectó y restauró para exhibirlos durante seis meses al público. Todas las imágenes recibidas por el Municipio formaron parte del primer archivo histórico comunal, siendo un grupo de especialistas los encargados de seleccionar cincuenta para montar la muestra.
La estación cuenta además con un diorama de la Batalla de Maipú —en particular, del Abrazo de Maipú—, basado en la pintura de Pedro Subercaseaux. Esta escena a escala fue confeccionada por el artista autodidacta Rodolfo Gutiérrez en 2009. Las figuras que representan a Bernardo O'Higgins y a José de San Martín montando sus caballos miden 60 cm de altura, mientras que el resto de los militares miden 40 cm. Gutiérrez cobró $19.000.000 por este diorama, incluyendo los materiales.
Al igual que otras estaciones, Plaza de Maipú cuenta con un Bibliometro, que fue inaugurado el 20 de abril de 2011.

### Accesos
| Acceso | Intersección                     |
| ------ | -------------------------------- |
| A      | Plaza de Armas de Maipú          |
| B      | Av. Pajaritos con Av. 5 de Abril |
| C      | Plaza de Armas de Maipú          |
|        | Plaza de Armas de Maipú          |

## MetroArte
En el interior de la estación se encuentra presente uno de los dioramas realizados por el artista Zerreitug. Esta obra, titulada Abrazo de Maipú, visualiza, tal como su nombre lo indica, el llamado Abrazo de Maipú entre Bernardo O'Higgins y José de San Martín, el cual se llevó a cabo luego del fin de la Batalla de Maipú, en la cual el Ejército Unido Libertador de Chile resultó vencedor por sobre el Ejército Real de Chile. Actualmente se encuentra en restauración luego de que la estación recibiera daños severos como consecuencia del Estallido social de octubre de 2019.

## Galería

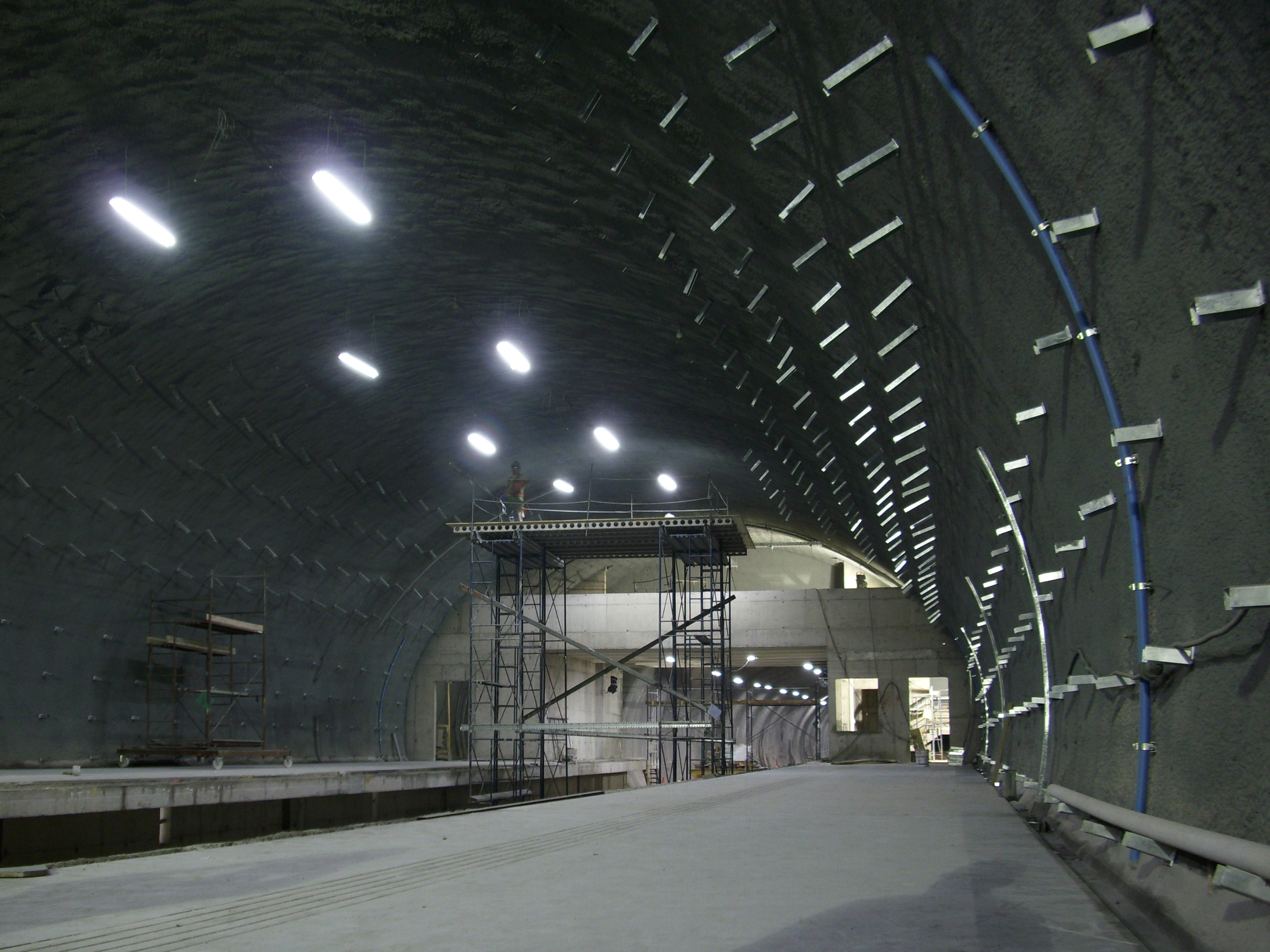
Túnel en marzo de 2010.
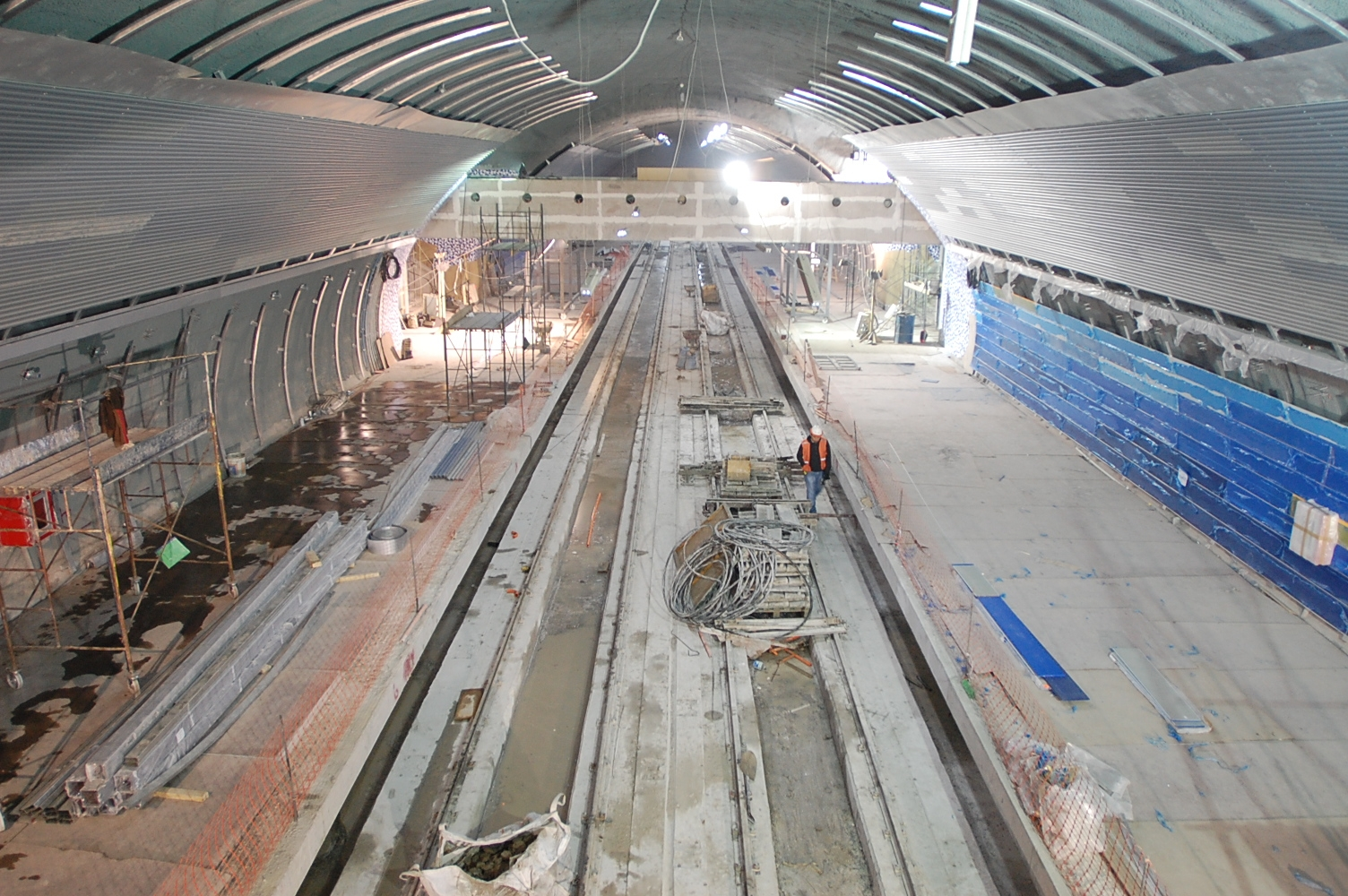
Estación en mayo de 2010.
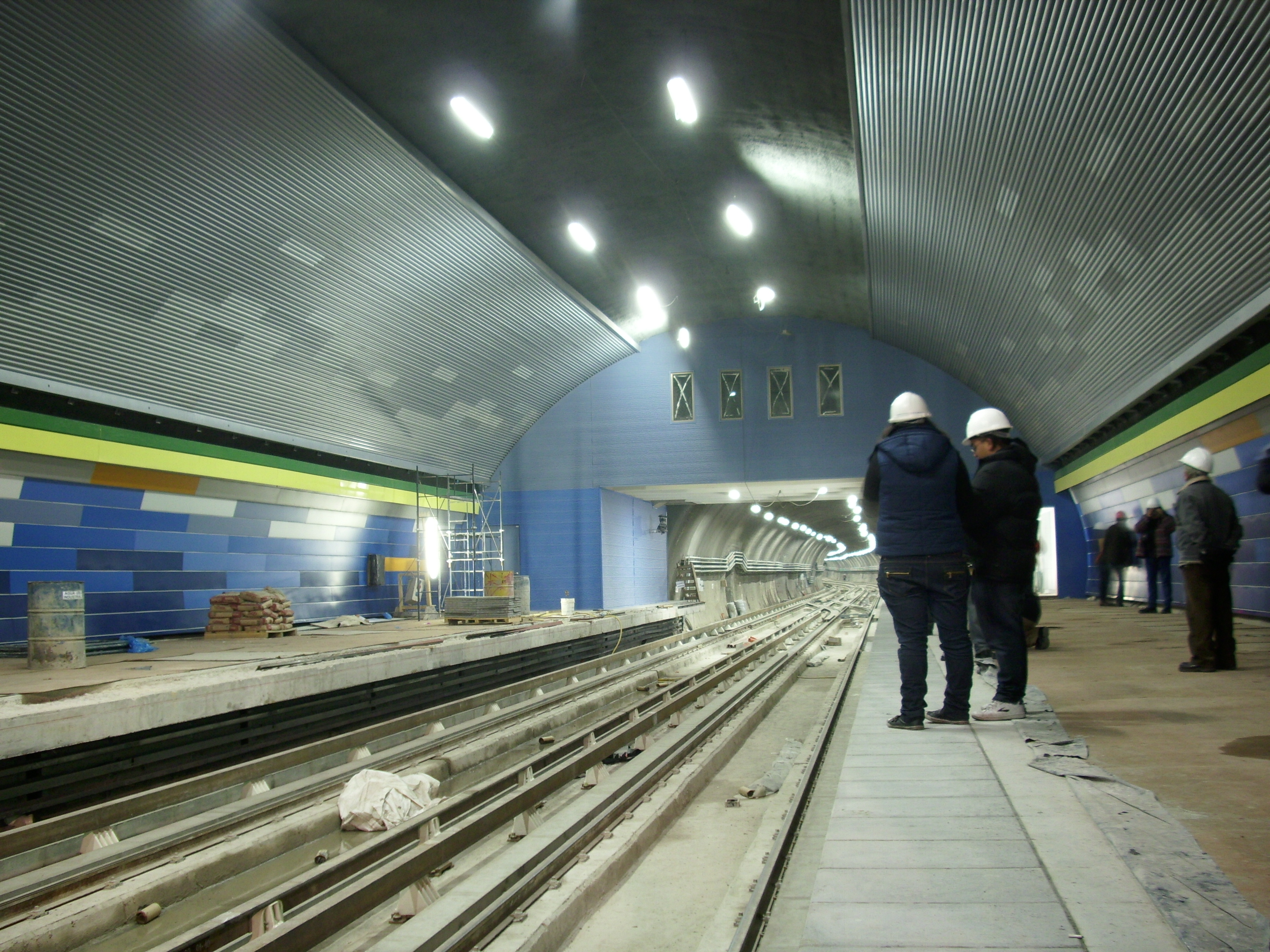
Estación en julio de 2010.
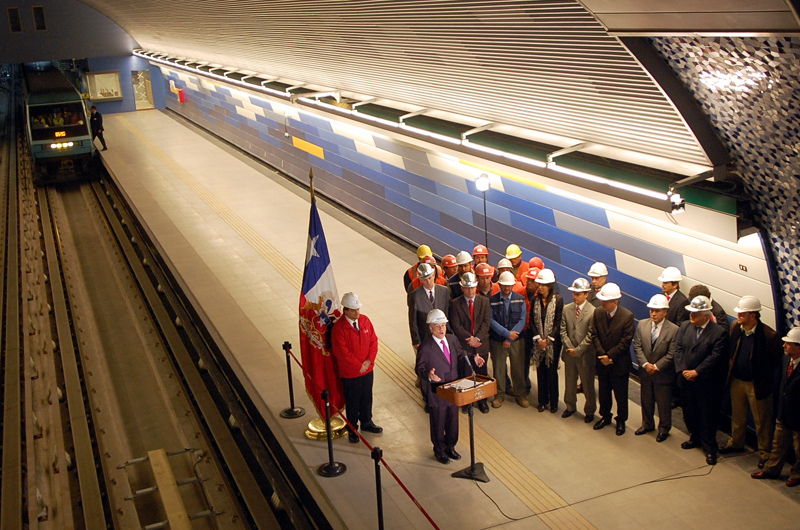
El presidente Sebastián Piñera durante el viaje del primer tren por la estación, en octubre de 2010.
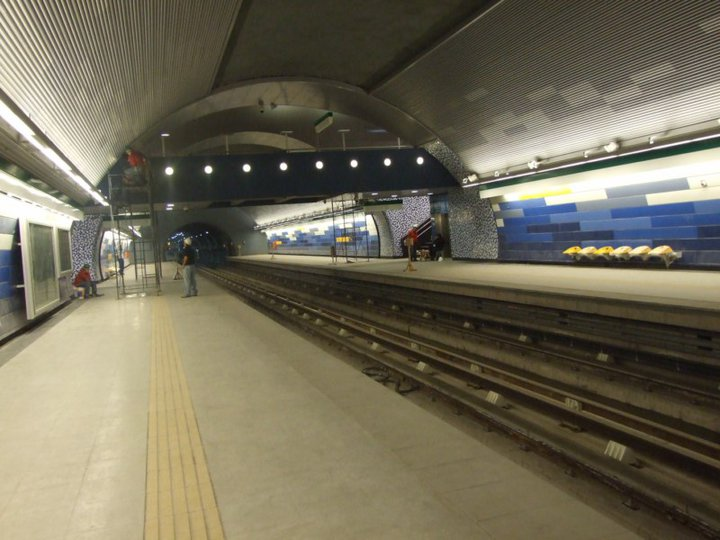
Estación en enero de 2011.
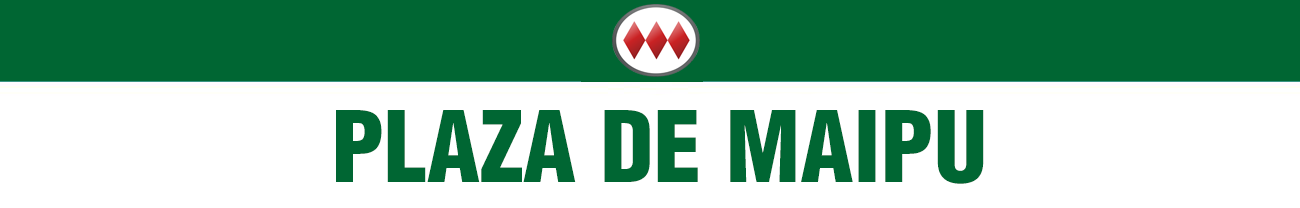
Cenefa utilizada actualmente en los andenes.
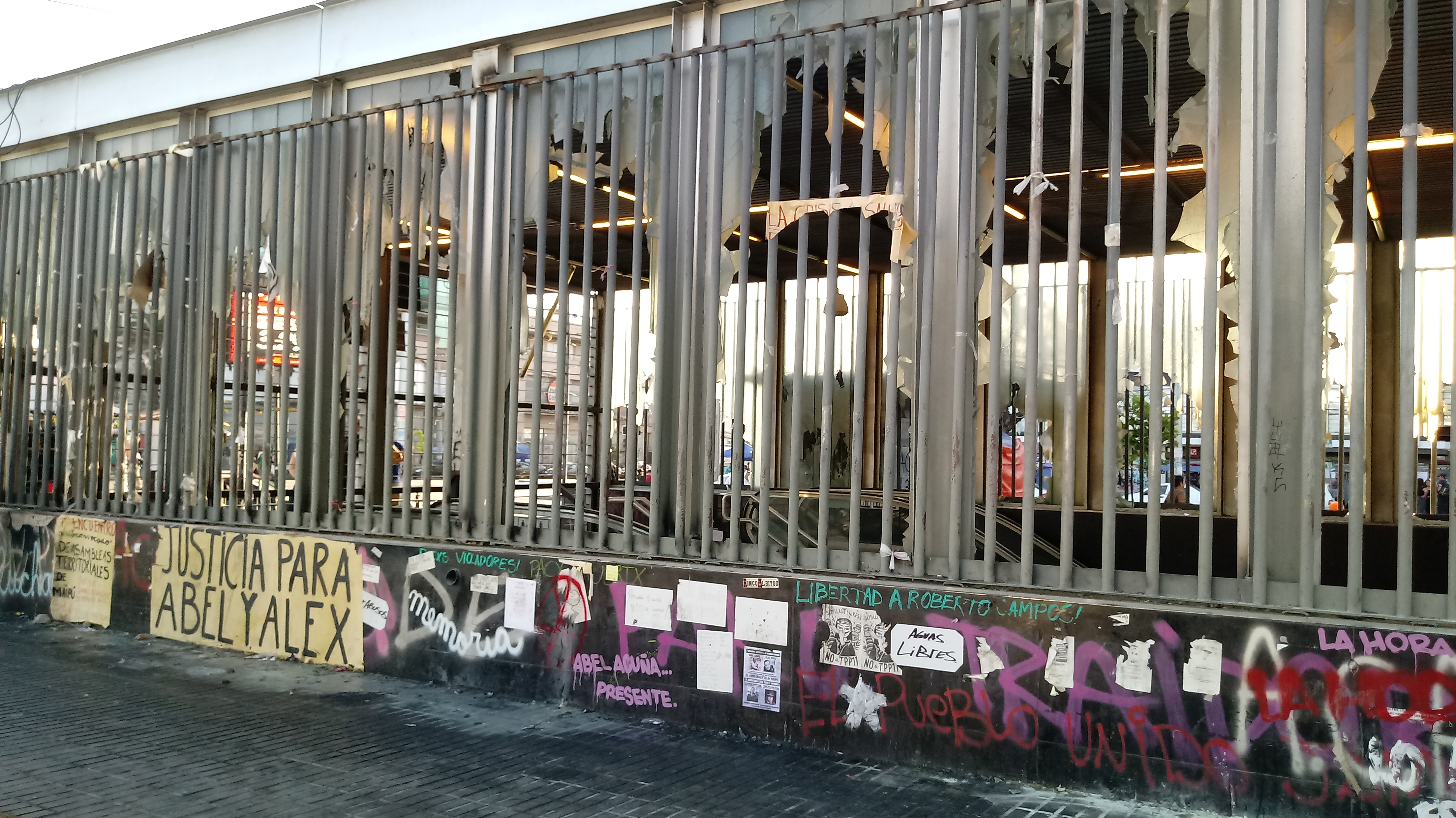
Entrada de la estación destrozada, vista desde fuera.

## Conexión con Red Metropolitana de Movilidad
La estación posee 11 paraderos de la Red Metropolitana de Movilidad en sus alrededores (sin la existencia de los paraderos 4, 7 y 13), los cuales corresponden a:
| Paradero/ Código                          | Recorridos |
| ----------------------------------------- | --- |
| Parada 1 / Metro Plaza de Maipú (PI386)   | 106 (Peñalolén) - 110 (Renca) - 111 (Metro Pajaritos) - 401 (Las Condes) - 405 (Cantagallo) - 421 (San Carlos de Apoquindo) - 431c (Metro Las Rejas) - I09 (Metro Universidad de Chile) - I09c (Metro Las Rejas)                                                 |
| Parada 2 / Metro Plaza de Maipú (PI230)   | 417e (Metro Manquehue) - 506 (Peñalolén) - 506e (Peñalolén) - 506v (Peñalolén) - 546e (Vitacura) - I35 (Metro Del Sol) |
| Parada 3 / Metro Plaza de Maipú (PI148)   | 108 (Maipú) - 109 (Maipú) - 109n (Maipú) - 118 (Maipú) - 423 (Nueva San Martín) - 481 (Av. Portales) - I03 (Villa Los Héroes) - I10 (Villa Los Héroes) - I10n (Villa Los Héroes) - I11 (Rinconada) - I24 (Villa Los Maitenes)                                    |
| Parada 5 / Metro Plaza de Maipú (PI228)   | 348 (Rinconada) - 417e (Maipú) - I01 (Villa Los Héroes) - I02 (Rinconada) - I04 (Villa El Abrazo) - I04c (Villa El Abrazo) - I05 (Rinconada) - I11n (Ciudad Satélite) - I18 (Rinconada) - I21 (Villa Hernán Díaz) - I26 (Av. Portales)                           |
| Parada 6 / Metro Plaza de Maipú (PI657)   | 348 (Metro Lo Ovalle) - 481 (Plaza Italia) - I01 (Hospital San Borja Arriarán) - I03 (Metro Las Rejas) - I04 (Metro San Alberto Hurtado) - I05 (Rinconada) - I10 (USACH) - I10n (Alameda) - I11n (Fin del Recorrido) - I18 (Metro U.L.A) - I26 (Metro Cerrillos) |
| Parada 8 / Metro Plaza de Maipú (PI106)   | 108 (La Florida) - 109 (Renca) - 109n (Plaza Italia) - 118 (La Florida) - 423 (Plaza Italia) |
| Parada 9 / Metro Plaza de Maipú (PI1396)  | I11 (Ciudad Satélite) - I12 (Mall Plaza Oeste) - I24 (Mall Plaza Oeste) |
| Parada 10 / Metro Plaza de Maipú (PI419)  | 106 (Nueva San Martín) - 401 (Maipú) - 431c (Nueva San Martín) - 481 (Av. Portales) |
| Parada 11 / Metro Plaza de Maipú (PI222)  | 110 (Maipú) - 111 (Ciudad Satélite) - 506 (Maipú) - 506e (Maipú) - 506v (Villa El Abrazo) - 546e (Villa El Abrazo) - I35 (Padre Hurtado) |
| Parada 12 / Metro Plaza de Maipú (PI1818) | 110 (Renca) |
| Parada 14 / Metro Plaza de Maipú (PI1332) | I04c (Fin del recorrido) - I04e (Fin del recorrido) |